# Fred Taylor
Fred Taylor (8 de maio de 1890 — janeiro de 1968) foi um ciclista olímpico estadunidense. Representou sua nação nos Jogos Olímpicos de Verão de 1920.